# Pokémon Stadium
Cet article concerne le jeu sorti en Occident sous le titre « Pokémon Stadium ». Pour le jeu sorti uniquement au Japon, voir Pokémon Stadium (jeu vidéo, 1998).
 (décembre 2022).
Si vous disposez d'ouvrages ou d'articles de référence ou si vous connaissez des sites web de qualité traitant du thème abordé ici, merci de compléter l'article en donnant les références utiles à sa vérifiabilité et en les liant à la section « Notes et références ».
Pokémon Stadium (Pokémon Stadium 2 (ポケモンスタジアム2, Pokemon Sutajiamu Tsū) au Japon) est un jeu vidéo de la série Pokémon édité par Nintendo, sorti le 30 avril 1999 au Japon, le 20 mars 2000 au Canada et aux États-Unis, et le 7 avril 2000 en Europe sur Nintendo 64.
Malgré ce que son titre occidental laisse indiquer, le jeu est la suite de Pokémon Stadium qui est sorti uniquement au Japon.

## Principe
Contrairement aux jeux Pokémon sur Game Boy, Pokémon Stadium n'est pas un jeu de rôle. Il permet au joueur de faire des combats de Pokémon sous forme de tournois. Le joueur peut utiliser des Pokémon standards, disponibles dans le jeu, ou les Pokémon qu'il a capturés dans la version Rouge, Bleu ou Jaune du jeu Game Boy, grâce à un Transfer Pak qui se place à l'arrière de la manette et permet d'utiliser le jeu Game Boy dans Pokémon Stadium. Il s'agit là d'un des principaux intérêts du jeu : pouvoir jouer avec ses Pokémon du jeu Game Boy avec des graphismes en trois dimensions, chose permise par la puissance de la Nintendo 64. Un Transfer Pak est fourni avec le jeu.

## Menu Principal
Après avoir passé l'écran titre, trois choix s'offrent au joueur :
- Combat Direct, qui permet de faire un combat prédéfini par l'ordinateur sans aucun choix d'équipe à faire.
- Stade Pokémon, qui permet d'accéder aux différents modes de jeu.
- Les options, où l'on peut modifier les règles pour le Combat Libre (voir plus bas), le format sonore, et mettre/retirer les commentaires durant les combats.

## Stade Pokémon

### Citadelle des Champions
Ce mode permet de combattre les champions des différentes arènes et les dresseurs les accompagnants, ainsi que le conseil des 4, et le Maître Pokémon final. 

### Colisée
C'est le mode le plus important du jeu car il permet de débloquer presque tous les secrets. Quatre tournois sont proposés :
- la Pika Coupe, pour les Pokémon de niveaux 15 à 20 ;
- la P'tite Coupe, pour les Pokémon non évolués de niveaux 25 à 30, de moins de 2 mètres et de moins de 20 kilogrammes ;
- la Poké Coupe, pour les Pokémon de niveaux 50 à 55 ;
- la Coupe Elite, pour tous les Pokémon sans limite de niveau.

Les deux derniers tournois comportent quatre niveaux de difficulté : Poké Ball, Super Ball, Hyper Ball, et Master Ball.

### Combat Libre
Ce mode permet de faire des combats avec ou contre ses amis. En coopération, chaque joueur choisit 3 Pokémon sur les 6. Le joueur peut également utiliser des règles de combat personnalisées ou bien jouer dans les stades débloqués dans les autres modes.
Modes de combat :
- Joueur 1/2/3/4 vs ORDI
- Joueurs 1+2/1+3/1+4/2+3/2+4/3+4 vs ORDI
- Joueur 1/2/3/4 vs 2/3/4
- Joueurs 1+2/1+3/1+4 vs 2+3/2+4/3+4

### Club Junior
Le Club Junior propose 9 mini-jeux :
- Saut de Magicarpe, où il faut appuyer sur A le plus rapidement possible pour obtenir un nombre maximum de sauts.
- Mélofée a dit, où il faut reproduire de mémoire les mouvements de Mélofée.
- Cours Rattata, cours, un 100 mètres haies sur tapis roulant.
- Somni-Guerre, une séance d'attaques Hypnose de Soporifik, où le vainqueur est le dernier à rester éveillé.
- Dingo-Dynamo, où des Pikachu et des Voltorbe se rechargent grâce à une dynamo.
- Bouffe et bouffe encore, où des Excelangue affamés doivent manger le plus de sushis possible.
- Abo-arceaux, où le joueur doit lancer des Abo comme des cerceaux sur des Taupiqueur.
- Armure en béton, où des Coconfort et des Chrysacier doivent se protéger d'une chute de rocher avec l'attaque Armure.
- Creuse comme un dingue où des Sabelette doivent creuser un tunnel le plus vite possible.

### Labo Pokémon
Dans ce mode, on retrouve le Professeur Chen dans son laboratoire. Le joueur peut consulter un Pokédex amélioré, et accéder à un PC lui aussi amélioré. Il est ainsi possible de transférer les Pokémon ou les objets entre Pokémon Stadium, et une cartouche Pokémon Rouge, Bleu ou Jaune (via le Transfer Pack). Il est également possible de faire des échanges si le joueur dispose de plusieurs Transfer Packs.

### Palais Victoire
Dans le Palais Victoire se trouvent les 151 statues des Pokémon qui ont été utilisés pour remporter des coupes au Colisée ou des combats à la Citadelle. 

### ModeGame Boy
Ce mode est un émulateur Game Boy qui permet de jouer à Pokémon Jaune, Bleu ou Rouge.

## Récompenses et secrets
- Combattre Mewtwo, le mode R2 :

En finissant la Citadelle ainsi que toutes les coupes, Mewtwo vous attend pour combattre. Une fois battu, le mode R-2 (pour Round 2) est débloqué. Il s'agit simplement du même parcours, avec des niveaux plus élevés et où l'action se déroule de nuit. Ce mode modifie également l'écran-titre. Mew est aussi débloqué en mode prêt par cette occasion et il est jouable uniquement en Coupe Élite, en Combat Libre, et dans la Citadelle.
- Pokémon cadeau :

À chaque victoire contre le conseil des 4, le joueur reçoit en récompense un Pokémon sélectionné de manière aléatoire parmi les espèces suivantes : Bulbizarre, Salamèche, Carapuce, Kicklee, Tygnon, Évoli, Kabuto, et Amonita. Le Pokémon est obtenu dans le Labo du Professeur Chen et il est transférable dans un jeu Game Boy via le Transfer Pak. Cela est très intéressant car chacun de ces Pokémon n'est disponible qu'en un seul exemplaire dans l'aventure sur Game Boy.
- Modes Doduo et Dodrio :

Après avoir fini la Poké Coupe, le mode Doduo est débloqué. Il permet de jouer deux fois plus vite au jeu Game Boy dans la tour éponyme via le Transfer Pak. De même qu'après avoir fini la Coupe Élite, le mode Dodrio est débloqué, permettant de jouer trois fois plus vite.
- Psykokwak amnésique :

Un Psykokwak ayant appris la technique Amnésie vous est offert lorsque l'intégralité du palais Victoire est remplie de ses 151 statues.
- Technique Surf apprise par Pikachu :

Il est possible d'apprendre la technique Surf à Pikachu. Pour cela, il suffit de gagner la coupe Élite dans le mode R-2, en sélectionnant dans l'équipe un Pikachu provenant d'une cartouche Game Boy. Il doit être présent dans le trio de combat lors des huitièmes de finale et lors de la finale.
- Mode "Hyper" des mini-jeux du Club Junior :

Après cinq victoires à la suite dans "Qui sera le meilleur ?" en mode difficile contre trois ordinateurs, le mode "Hyper" est débloqué comme nouveau niveau de difficulté avec une notification qui le précise.

## Pokémon Stadium 2
Une suite de Pokémon Stadium est sortie le 19 octobre 2001 sous le nom de Pokémon Stadium 2. Celle-ci permet l'utilisation des Pokémon de deuxième génération (soit 251 au total), et gère les versions Game Boy Pokémon Or, Pokémon Argent et Pokémon Cristal.